# Воротнів

Во́ротнів — село в Україні, у Луцькому районі Волинської області. Входить до складу Підгайцівської сільської громади. Населення становить 822 осіб.
Біля села розташований ботанічний заказник «Воротнів».
На високому пагорбі, у гарному місці на околиці Воротнева височить — Церква Різдва Богородиці (1785).

## Історія
На території села відомі наступні пам'ятки археології:
- За 5 км на південь від села, в урочищі «Під Горбами» — неолітичне поселення. На полі випадково знайдено золоту римську монету.
- За 1,5 км на захід від села, на мисі правого берега річки Зеленка, правосторонньому допливу р. Стир, на висоті 3–4 м над рівнем заплави, за 0,3 км на південь від сільського цвинтаря — багатошарове поселення тшинецько-комарівської культури доби бронзи, давньоруського періоду ХІ–XIV ст. і пізньосередньовічного часу XV ст. площею близько 3 га. З півночі воно обмежене лінією електропередач, з півдня — ставом, а заходу — греблею.

Згідно поборових реєстрів Луцького повіту 1570 р. і 1577 р. Воротнів належав шляхтичам Дзялинським. У 1583 р. частково належало магнату Миколі Кішці. Наприкінці ХІХ ст. було в селі 83 доми, 1017 жителів, дерев'яна церква, два водяні млини, гуральня.
Під час Першої світової війни на третій день Брусиловського прориву 24 травня (6 червня) 1916 р. авангард російських військ (8-й корпус 15-ї дивізії) у напрямку до Луцька підійшов до Верхівки, Острожця і Воротнева.
До 7 березня 2018 року село підпорядковувалось Лищенській сільській раді Луцького району Волинської області.

## Населення
Згідно з переписом УРСР 1989 року чисельність наявного населення села становила 811 осіб, з яких 381 чоловік та 430 жінок.
За переписом населення України 2001 року в селі мешкало 817 осіб.

### Мова
Розподіл населення за рідною мовою за даними перепису 2001 року:
| Мова       | Відсоток |
| ---------- | -------- |
| українська | 99,76 %  |
| російська  | 0,24 %   |

## Відомі люди
- Ковжук Яків Іванович — член УГВР, керівник Острозького районного проводу ОУН та пункту зв’язку Проводу ОУН, Лицар Золотого Хреста Заслуги.